# 皇家普托斯足球會
皇家普托斯足球會（Club Real Potosí）是玻利维亚波托西市的一个职业足球俱乐部。该队成立于1941年10月20日。现参加玻利维亚足球甲级联赛。

## 荣誉
- 玻利维亚足球甲级联赛
  - 冠军(1): 2007-A
  - 亚军(4): 2004-C, 2006-A, 2006-C, 2011-A

## 国际比赛
- 南美解放者杯: 5次参加

- - 2002 - 小组赛
  - 2007 - 小组赛
  - 2008 - 小组赛
  - 2009 - 预赛
  - 2010 - 预赛

- 南美杯: 1次参加
  - 2007 - 预赛